# 炎天夏
《炎天夏》是日本組合湘南乃風的第12張單曲，於2012年6月6日由TOY'S FACTORY發行。

## 概要
《炎天夏》距離前作《爆音男 〜BOMBERMAN〜》發行約1年半，為湘南乃風於2012年發行的第1張單曲。單曲發行後在不少唱片店鋪都迅速售罄。根據組合的經紀公司，4天內的銷售量為發行量的93%。官方網站表示這是「超過預算很多的紀錄」，並為此於網站上刊載道歉信。單曲於6月14日繼續售賣。
這張單曲首周銷量約有1.5萬張，於Oricon公信榜單曲周榜上得第7位。另外亦於RIAJ付費音樂下載榜上取得冠軍。A面曲《炎天夏》於iTunes Store亦初登場就獲得日榜第1位。
湘南乃風曾在《MUSIC STATION》等音樂節目宣傳單曲。

## 歌曲
《炎天夏》跟湘南乃風於5年前發行的著名歌曲《睡蓮花》一樣都是夏日歌曲，發售日期也恰好同是6月6日。音樂網站hotexpress指「你們真的熾熱地活着嗎？（本当お前ら熱く生きてんの？）」等歌詞充滿能量，並以電子結他和弦樂等展開一首絢爛且壯大的歌曲。評論又指歌詞中最後一句「誰也不知道吧 我們的將來 那麼只能熾熱地活着（誰も分かんねぇぜ 俺らの将来 なら熱く生きるだけ）」訊息亦十分正面。評論最後指這首歌在現場表演或卡啦OK都能使氣氛高漲。
B面曲《白詰草》是東京電視台連續劇《CLOVER》的主題曲，《Born to be WILD》則是PSP遊戲《黑豹2 人中之龍 阿修羅篇》的主題曲。

## 歌曲列表
| 曲序 | 曲目                    |          | 作曲              | 編曲               |
| ---- | ----------------------- | -------- | ----------------- | ------------------ |
| 1.   | 炎天夏                  | 湘南乃風 | 湘南乃風          | 石垣美隆、湘南乃風 |
| 2.   | 白詰草                  | 湘南乃風 | BLOOD-I、湘南乃風 | BLOOD-I、湘南乃風  |
| 3.   | Born to be WILD         | 湘南乃風 | 湘南乃風          | 湘南乃風           |
| 4.   | 炎天夏 -inst.-          | －       | －                | －                 |
| 5.   | 白詰草 -inst.-          | －       | －                | －                 |
| 6.   | Born to be WILD -inst.- | －       | －                | －                 |

## 外部連結
- 官方網站 （页面存档备份，存于）（日語）